# 大生产运动

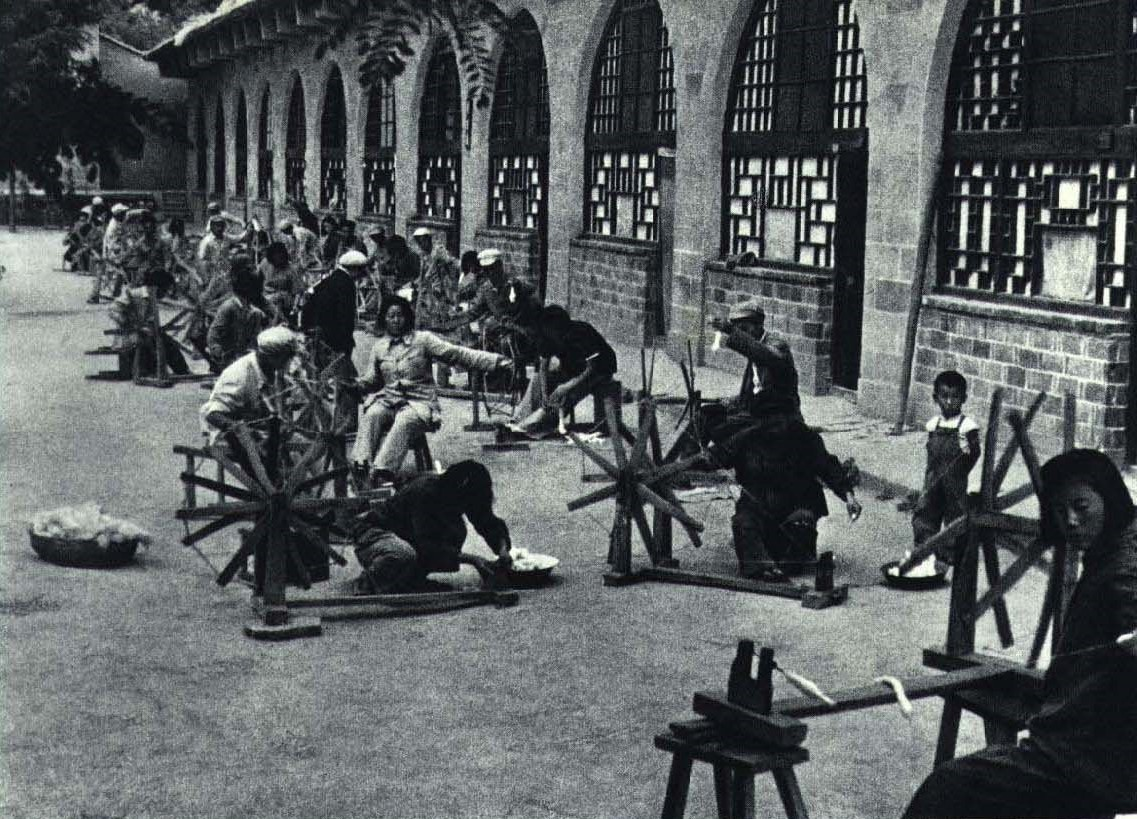
延安大生产运动

大生产运动，指抗日战争期间中国共产党在其控制区域内发动的一场军队屯田和鼓励生产的群众运动，通过这场运动，中共控制区域基本实现了经济自给自足。
抗日战争初期，中共及其控制的陕甘宁边区对当地人民实行休养生息的方针，脱产人员的经济来源主要依赖国民政府的军饷，以及中共在国内外筹集的捐款维持。1938年10月日军占领武汉后改变策略，逐步将军事力量转向中共控制的抗日根据地，对根据地实行烧光、杀光、抢光的三光政策。1940年，国民政府对陕甘宁边区的贸易实行统管。1941年1月，皖南事变发生，国民政府完全停发军饷，并对边区进行严密封锁，禁止外界汇款汇往边区。边区断绝了一切外援，陷入经济困难。同时，1940年开始，陕甘宁边区及附近地区连年遭受自然灾害，使得边区的粮食供应也陷入恐慌。
为了应对困难局面，毛泽东于1939年2月发表讲话，要求“自己动手，生产自给”。1940年2月，中共中央军委发出《关于开展生产运动的指示》，要求各部队“一面战斗，一面生产，一面学习”，标志着大生产运动的开始。同年，八路军120师三五九旅在旅长王震率领下开垦荒地南泥湾，成为大生产运动的一面旗帜，南泥湾也被誉为“到处是庄稼，遍地是牛羊”的“陕北的好江南”。

## 背景
以延安为中心的陕甘宁边区由陕西西北部、甘肃及宁夏东部三个省的延安、安塞、甘泉、保安、延长、延水等共26个县市组成。在中共中央及其所率领的红军最终成功地进人延安时，这个中国西部边远地区的中心、仍然保留着宋代华丽大理石牌坊的古老城市，因为多年战乱和匪患，商业凋零、人丁稀落。在文化教育上，该地封建、文盲、迷信和不卫生。
瓦窑堡会议后，中共中央制定了相对原中央苏区更加温和务实的政策。
1935年10月，在一封反日讨蒋的秘密指示中，中共中央指出，“抗日讨蒋”是目前中国唯一的出路，也是中国共产党目前工作中最主要的任务。
1935年12月6日，中共中央召开了政治局会议。在这次会议上，中共中央做出了《党中央关于改变对付富农策略的决定》，决定指出，在目前民族革命战争紧迫的时期，富农也开始参加反对帝国主义侵略和军阀官僚的革命，或采取同情与善意中立的态度，过去反对富农的策略已经不恰当了。由于政策改变，逃往白区的民众逐渐返回，经济逐渐复苏。但陕甘宁边区“四方来归”的乐观局面并未维持多久。从1939年开始，由于负担急剧上升，边区民众不堪重负，一系列民众逃亡、自杀、公开责骂领袖等事件相继发生，直接影响到了边区政权的声誉。

### 公粮危机
所谓“救国公粮”，其实质是当时边区政府所征收的农业税，也是建国后农业税的前身。1937年8月1日，陕甘宁边区党委发布了《关于征收救国公粮的决定》，要求当年完成征收15000石救国公粮的任务。这一年制定的公粮征收计划为10000石，而最终实际征收数量为14197石，逾额超过四成，但还没有达到陕甘宁边区党委原定要求的15000石的数量。
| 年份 | 耕地（万亩） | 收获量（石） | 计划征收（石） | 实际征收（石） | 实征占收获量（％) | 每亩平均负担（升） |
| ---- | ------------ | ------------ | -------------- | -------------- | ----------------- | ------------------ |
| 1937 | 862.6        | 1116381      | 10000          | 14197          | 1.27              | 0.16               |
| 1938 | 989.4        | 1211192      | 10000          | 15955          | 1.32              | 0.18               |
| 1939 | 1007.6       | 1754285      | 50000          | 52251          | 2.98              | 0.52               |
| 1940 | 1174.2       | 1526741      | 90000          | 97354          | 6.38              | 0.83               |

由于上交公粮的任务年年上升，民众的不满也渐次加大。在“干部决定一切”的口号下，通过声势浩大的社会动员，公粮的任务得到了完成：“最初，干部和群众都惊奇延川会有这样庞大的数目字，但经过联席会以后，干部明白了方式，有了信心，这一战斗任务终于胜利完成了。但过度征收的负面影响是严重的。1940年3月1日，林伯渠在陕甘宁边区联席大会的报告中指出征收公粮中存在“脱离群众”的现象。谢觉哉的亲身调查也说明，强迫摊派的情况是普遍性的。
到1941年，救国公粮的负担前所未有地增大。此前的1940年实际上是陕甘宁边区整个抗战时期因灾粮损最惨重的一年——因为接连遭受水灾、旱灾、风灾和雹灾的袭击，整个边区受灾面积达4298312亩，损失粮食235850石，受灾人口达到515145人。但由于外援的全面断绝，所有行政经费和军队给养不得不完全依靠边区民众来负担。这一年，中共中央与边区政府决定征收“救国公粮”20万石，而实际征收量为201617石，实征数量占收获量的13.85%——这平均比例已经远远超过中国自古以来农业税收“十收其一”的标准，大大超过了民众的承受能力。事实上，在离政府所在地最近的延安县，征收比例远远高于此数。
| 项目 年份 | 公粮征收量（石） | 公粮征收量（石） | 实征占收获量比例（％) | 每亩平均负担量 | 每人平均负担（斗） |
| 项目 年份 | 计划数           | 实征数           | 实征占收获量比例（％) | 每亩平均负担量 | 每人平均负担（斗） |
| --------- | ---------------- | ---------------- | --------------------- | -------------- | ------------------ |
| 1941      | 200000           | 201617           | 13.85                 | 1.66升强       | —                  |
| 1942      | 160000           | 165369           | 11.14                 | 1.33升强       | 1.22               |
| 1943      | 180000           | 184123           | 10.16                 | 1.38升弱       | 1.30               |
| 1944      | 160000           | 160000           | 8.83                  | 1.20升弱       | 1.10               |
| 1945      | 124000           | 124000           | 7.75                  | 0.87升弱       | 0.77               |

被要求到农村进行农民调查的张闻天观察到，“整个经济是缩小的”。他在“晋陕调查报告”中评价说，直到1941年，乡村生产力仍未恢复到1934年土地革命前富农与经营地主的生产力水平。

### 合法性动摇
在大生产运动开始前，边区由于经济紧张，也不断加大了工商业税收及劳役代金等各方面财政收人项目的征收力度，使边区百姓的其他负担大幅增加。作为领袖，毛泽东意识到，必须从解决粮食生产问题入手，缓解边区的经济和政治双重危机，以及对自己所领导的执政党的信任。大生产运动，正是在新生红色政权的合法性危机下开始发动的。

## “大生产运动”的提出

### 外部封锁
对于边区经济危机产生的原因，时任陕甘宁边区银行行长兼贸易局长的朱理治在当时的一次财政部门的报告中对此解释如下：“过去靠外面的接济（单在一九四零年便有一千零四十万的外汇及法币）”，“那时边区所需要的布匹、棉花、纸张及日常各种用品几乎完全仰给友区。但由于边区是个国防重地，并且是新民主主义的根据地，所以财政上的消费量不得不增大。于是经济的生产力和财政上的消费力便发生了尖锐的矛盾。这个矛盾在皖南事变之前，由于获得了国内外对边区的充分帮助而得到解决，而在皖南事变之后，国内外援助的完全隔断，遂尖锐化起来。
在中共的官方文件中，“大生产运动”的直接原因，是国民党对陕甘宁边区进行的经济和军事封锁。这一话语体系直接来自于当时的官方文件表述——在1942年10月19日至1943年1月14日召开的中国共产党高级干部会议上，毛泽东即在作报告《抗日时期的经济问题和财政问题》时说：“最大的一次困难是在一九四〇年和一九四一年，国民党的两次反共摩擦，都在这一时期。”“国民党用停发经费和经济封锁来对待我们，企图把我们困死，我们的困难真是大极了。”

### 扩军
由于中国共产党军队的急速扩张，其巨额军饷支出，远远超过了当时陕甘宁边区所能够承担的总量。在军队方面，1935年红军到达陕北时，红一方面军的总人数约为7000~8000人左右，1936年底，军事人口达到4.2万余人。此后，八路军开拔前线，边区留守部队人口降落到约9000人左右。朱德曾经于1938年在周恩来陪同下详细报告八路军的分布情况和战绩，称八路军总人数已经达到12万。到1939年的反共高潮时，为保卫边区和中共中央，边区的军事人口又逐渐回升到约3万人。1940年1月29日，毛泽东与王稼祥一同致电叶挺和项英，要求扩军。根据这个指令，到3月，新四军已经从原有的五千人扩张到一万五千人。第二天，毛泽东与王稼祥又一同就扩军问题复电朱德、彭德怀、杨尚昆：
今年扩军三十万原则很对，但具体分配主要部分应放在有枪区域，我们意见在老黄河以北，以供消耗及收集残枪为原则。在此原则下，如晋西北及十五区域扩军不宜过多。否则，经费决难维持，不能持久。在老黄河以南、新黄河以北包括苏北在内，有枪可收，物力亦富，应大加扩充。
“扩军三十万”的宏伟计划表明了中国共产党军队正在急速扩张。

### 行政扩张
而军队之外非生产人口的迅速增加，是造成边区财政困难的另一个主要原因。一般而言，行政人员数量应控制在总人口的3%以内，但当时边区党政军脱产人员已经达到5.4%。据杨尚昆回忆：“1940年底，我到延安时，陕甘宁边区财政经济情况十分困难……陕甘宁边区140多万人口，要供给7万脱离生产的干部和战士。”由于非生产人员增加迅速，边区的购粮款大幅度增长，一度占年财政收入的18.86%。1940年秋季开始，由于国共局势恶化，军饷停发，边区政府财政无款购粮，开始完全依靠向当地农民征粮来解决机关干部、部队人员和学生的粮食供应问题。
同时，干部与农民之间的明显生活水平差距也引起了边区各地民众普遍不满。相比起农民的生活水平，这一阶段边区政府的干部和工作人员的生活水准虽比之前有所降低，但总体而言要好得多。从1940年起，延安干部实行分灶制度，按照大、中、小灶来区分干部的伙食待遇，一些领导人还有自己的特灶。在绝大部分人民忍饥挨饿的情况下，这种“衣分三等，食分五等”的现象，就格外容易引发不满和质疑。
在这日益严重的经济困难局面面前，毛泽东焦虑不堪。在苏区根据地具有一定经济建设经验的他敏锐地意识到生产自救的必要性，并且将其视为在这一阶段决定共产党生死存亡的主要关键。

### 提出生产自救
1941年2月2日，毛泽东在延安党政军生产动员大会上提出“自己动手，才是出路”。但对这一观点，边区政府的相当一部分高级干部并不认同。任弼时、朱德等人主张采取积极发展的方针，即整理税收和发展生产；边区政府主席林伯渠、边区中央局副书记谢觉哉等人则主张盐的生产运输和销售要在政府管理下实行自由贸易。他们认为，财政收人不敷用度，则应“精兵简政”，减少开支，并反对增发边币，认为若减少军队数量和边区干部、学生等非生产性人口的数量，就可以有效地解决财政上的困难。

## 评价
中国共产党认为由于当时投放了大量生产资金，备战费用也加大，导致物价上涨，在陈云的领导下，到1944年稳定了物价。